# Левоголовий кріль
Левоголовий кролик (інша назва — Левова голова) — порівняно нова порода карликових кроликів, відомих своїм незвичайним зовнішнім виглядом — наявністю своєрідної гриви навколо голови і шиї. Дещо схоже, як і у справжніх левів, інша частина тулуба у них покрита шерстю середньої довжини. Таким оригінальним змішаним волосяним покривом кролики зобов'язані своїм короткошерстим і довгошерстим предкам.

## Історія
Виникли левоголові кролики відносно недавно в Бельгії в результаті спроб селекціонерів вивести довгошерсту карликову породу шляхом схрещування пухнастих мініатюрних лисячих особин з нідерландськими карликами. Їх експерименти привели до генетичної мутації, що викликає у тварин появу довгої шерсті навколо голови та верхньої частини тіла. Цей ген отримав назву «ген гриви».
Батьківщиною декоративних левоголових кроликів вважається Бельгія, але основний поштовх до розвитку порода отримала в США в кінці 1990-х рр., Де були описані її стандарти й де вона дотепер дуже популярна серед любителів дрібних домашніх тварин. 2002 року порода була визнана Британською радою кролівників, через майже 14 років завезення, лише у 2013 офіційно визнана у США Американською асоціацією кролівництва. Завдяки своєму зовнішньому вигляду і спокійному характеру сьогодні «вухаті леви» популярні в багатьох країнах світу.

## Характеристики породи
Представники породи карликові левоголові кролики — невеликі звірки з компактним круглим тулубом, чітко вираженими грудьми, плечима і стегнами. Вага дорослих особин не повинна перевищувати 1,7 кг, молодих тварин до 6 місяців — 1,2 кг, а мінімальна вага дорівнює 700 грамів. Оптимальна вага кроликів — близько 1,4 кг. Високо піднята голова звірків має округлу форму з добре розвиненою мордочкою. Вуха високо посаджені, досить короткі, щільні, закруглені на кінцях. Очі широко поставлені, яскраві та виразні, колір відповідає забарвленню. Щільні ноги мають середню довжину.

## Хутро
Грива мінімум 5 см в довжину, формує повне коло навколо голови, опускаючись до грудей, і тягнеться V-подібним клином на задній частині шиї з різким переходом на спині. Шерсть може бути присутнім між вухами, створюючи своєрідну вовняну шапочку. На інших частинах тіла густий пухнастий ореол змінюється хутром середньої довжини. На щоках і грудях тварини можуть мати довшу шерсть. Хутро у звірів м'яке, щільне, зі здоровим блиском. Забарвлення кроликів породи левова головка може бути найрізноманітнішим. Колір очей повинен відповідати опису певного забарвлення.